# أندريس ترابييو
أندريس ترابييلو (بالإسبانية: Andrés Trapiello)‏ كاتب وشاعر إسباني، وُلد في مقاطعة ليون في 10 يونيو عام 1953. حصل على العديد من الجوائز مثل جائزة النقد عام 1993. ألف ترابييلو العديد من الكتب مثل صالون بخطى مفقودة، مكون من ثمانية عشر مجلدًا روائيًا، والذي يعد واحدًا من كبرى المشاريع الأدبية المعاصرة، وعلى الصعيد الروائي كتب عند وفاة دون كيخوطي عام 2004 متبعًا نهج الكيخوطي، وحصل على جائزة نادال عام 2003؛ فيما برز على صعيد الكتابات المقالية في الأسلحة والأدب: الآداب والحرب الأهلية